# 1934 w polityce

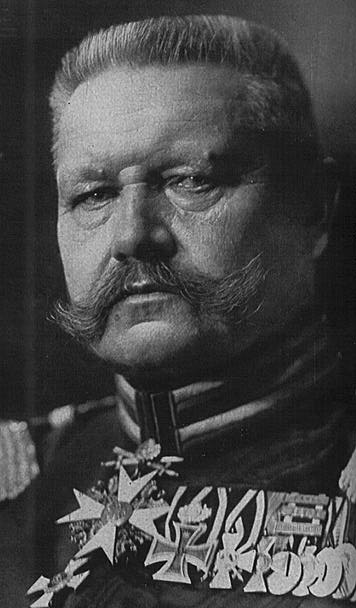
Paul von Hindenburg

Wydarzenia polityczne w 1934 roku.

## Styczeń
- 26 stycznia – minister spraw zagranicznych III Rzeszy Konstantin von Neurath i ambasador Polski w Berlinie Józef Lipski podpisali deklarację polsko-niemiecką o niestosowaniu przemocy[1].

## Luty
- 17 lutego – zmarł Albert I Koburg, król Belgów[2].

## Marzec
- 1 marca – cesarzem Mandżukuo został Pu Yi[1].
- 3 marca – urodził się Jacek Kuroń, opozycjonista, działacz Komitetu Obrony Robotników, uczestnik obrad Okrągłego Stołu, minister pracy i polityki socjalnej w rządach Tadeusza Mazowieckiego i Hanny Suchockiej[3].

## Czerwiec
- 14 czerwca – centralny bank Niemiec ogłosił, iż zawiesza spłatę zadłużenia z tytułu reparacji wojennych[1].
- 15 czerwca – minister spraw wewnętrznych Bronisław Pieracki zginął w zamachu przeprowadzonym przez Organizacje Ukraińskich Nacjonalistów[1].
- 17 czerwca – prezydent Ignacy Mościcki podpisał rozporządzenie o utworzeniu specjalnego „miejsca odosobnienia” dla „osób zagrażających bezpieczeństwu, spokojowi i porządkowi publicznemu” w Berezie Kartuskiej (obecnie na Białorusi), zaproponowane przez premiera Leona Kozłowskiego i zaaprobowane przez Józefa Piłsudskiego[4].
- 30 czerwca – w III Rzeszy przeprowadzono akcję zlikwidowania potencjalnych przeciwników Adolfa Hitlera („noc długich noży”)[1].

## Lipiec
- 12 lipca – formalnie utworzono Miejsce Odosobnienia w Berezie Kartuskiej[4].
- 29 lipca – Kurt Schuschnigg został nowym szefem austriackiego rządu[1].

## Sierpień
- 2 sierpnia – zmarł Paul von Hindenburg, prezydent Niemiec[5].
- 7 sierpnia – pod Tannenbergiem odbył się pogrzeb Paula von Hindenburga z udziałem Adolfa Hitlera[6].
- 19 sierpnia – w Niemczech odbyło się referendum, w którym prawie 89% głosujących opowiedziało się za uznaniem nadzwyczaj pozycji Adolfa Hitlera w kraju[1].

## Październik
- 9 października – w Marsylii król Jugosławii Aleksander I Karadziordziewić i francuski minister spraw zagranicznych Louis Barthou zginęli w zamachu przeprowadzonym przez chorwackich i macedońskich terrorystów[1].
- 15 października – dowództwo Chińskiej Robotniczo-Chłopskiej Armii Czerwonej na skutek strat poniesionych w walkach z wojskami Czang Kaj-szeka przegrupowało siły. Z tego względu główni dowódcy (Mao Zedong, Zhou Enlai i Zhu De) opuścili Okręg Centralny i rozpoczęli (wraz z ok. 100 tys. żołnierzy) Długi Marsz[1].

## Grudzień
- 1 grudnia – w Leningradzie zastrzelono członka Biura Politycznego Komitetu Centralnego Wszechzwiązkowej Komunistycznej Partii Siergieja Kirowa. Wydarzenie to było pretekstem do rozpoczęcia czystek politycznych w ZSRR[1].
- 10 grudnia – Arthur Henderson otrzymał Pokojową Nagrodę Nobla[1].